# Kizo
Kizo, właśc. Patryk Oskar Woziński (ur. 26 czerwca 1994 w Gdańsku) – polski raper i autor tekstów. Współpracował m.in. z takimi wykonawcami jak: Tymek, Borixon, Wac Toja, Margaret, Young Igi, Bletka, Szpaku czy Malik Montana. Członek zespołu Chillwagon. Ambasador i promotor marki MTS. Od 2023 promotor Grupy MTS Sport Management.

## Kariera muzyczna
Pierwsze numery udostępniał już w 2009 roku. W początkach swoich działań był związany z Ciemną Strefą. W 2018 został wydany jego debiutancki album Ortalion przy współpracy ze Step Records oraz album Czempion. W 2019 wydał album Pegaz, a w 2020 wydał za pośrednictwem wytwórni chillwagon album Posejdon. Z kolejnej płyty Jeszcze pięć minut, wydanej w 2021, pochodzi przebój „Disney”, który 10 miesięcy po premierze przekroczył ponad 100 mln wyświetleń w serwisie YouTube. Pracuje również wraz z raperami takimi jak Jongmen i Bonus RPK nad projektem Heavyweight. W 2023 wydał singel „Taxi” nagrany z Bletką, który osiągnął status potrójnie diamentowej płyty. W kolejnych miesiącach kontynuował współpracę z Bletką, nagrywając kolejne single. Jeden z nich, „Hero” (2024), uzyskał status diamentowej płyty.

## Dyskografia

### Albumy studyjne
| Rok  | Album                                                                                                   | Pozycja na liście | Sprzedaż        | Certyfikat                 |
| Rok  | Album                                                                                                   | POL               | Sprzedaż        | Certyfikat                 |
| ---- | --- | ----------------- | --------------- | -------------------------- |
| 2018 | Ortalion - Data: 18 maja 2018 - Wydawca: Step Records - Format: CD, digital download                    | 35                |                 |                            |
| 2018 | Czempion - Data: 21 listopada 2018 - Wydawca: Soul Records - Format: CD, digital download               | 19                |                 |                            |
| 2019 | Pegaz - Data: 26 kwietnia 2019 - Wydawca: Soul Records - Format: CD, digital download                   | 2                 | - POL: 15 000+  | - ZPAV: złota płyta        |
| 2019 | Złoto i biel - Data: 25 października 2019 - Wydawca: Soul Records - Format: CD, digital download        | 4                 |                 |                            |
| 2020 | Posejdon - Data: 23 października 2020 - Wydawca: chillwagon.co - Format: CD, digital download           | 2                 | - POL: 30 000+  | - ZPAV: platynowa płyta    |
| 2021 | Jeszcze pięć minut - Data: 22 października 2021 - Wydawca: chillwagon.co - Format: CD, digital download | 1                 | - POL: 150 000+ | - ZPAV: diamentowa płyta   |
| 2022 | Ostatni taniec - Data: 17 czerwca 2022 - Wydawca: Universal Music Polska - Format: CD, digital download | 1                 | - POL: 30 000+  | - ZPAV: platynowa płyta    |
| 2023 | Patocelebryta - Data: 15 września 2023 - Wydawca: Universal Music Polska - Format: CD, digital download | 1                 | - POL: 120 000+ | - ZPAV: 4× platynowa płyta |

### Minialbumy
| Rok  | Album | Pozycja na liście | Sprzedaż       | Certyfikat                 |
| Rok  | Album | POL               | Sprzedaż       | Certyfikat                 |
| ---- | --- | ----------------- | -------------- | -------------------------- |
| 2024 | Patopop (Vol. 1) (oraz Bletka) - Data: 20 czerwca 2024 - Wydawca: Universal Music Polska - Format: CD, digital download | 6                 | - POL: 60 000+ | - ZPAV: 2× platynowa płyta |
| 2024 | Patopop (Vol. 2) (oraz Bletka) - Data: 5 grudnia 2024 - Wydawca: Universal Music Polska - Format: CD, digital download  | 28                | - POL: 15 000+ | - ZPAV: złota płyta        |

### Single
Jako główny artysta
| Rok  | Tytuł                                                    | Certyfikat                  | Album              | Źródło  |
| ---- | -------------------------------------------------------- | --------------------------- | ------------------ | ------- |
| 2017 | „Salon” (gośc. Szpaku)                                   |                             | Ortalion           | [ 28 ]  |
| 2018 | „Moonlight” (gośc. Malik Montana)                        |                             | Ortalion           | [ 29 ]  |
| 2018 | „Należy się nam”                                         |                             | Ortalion           | [ 30 ]  |
| 2018 | „Czempion” (gośc. Malik Montana)                         | - ZPAV: 3× platynowa płyta  | Czempion           | [ 31 ]  |
| 2018 | „Empik” (gośc. Białas)                                   | - ZPAV: złota płyta         | Czempion           | [ 33 ]  |
| 2018 | „Heavyweight” (gośc. Bonus RPK)                          | - ZPAV: złota płyta         | Czempion           | [ 34 ]  |
| 2018 | „Nie ma tu łez”                                          |                             | Czempion           | [ 35 ]  |
| 2018 | „Tańczę”                                                 |                             | Czempion           | [ 36 ]  |
| 2019 | „Cichociemni” (gośc. ReTo, Borixon)                      | - ZPAV: platynowa płyta     | Czempion           | [ 38 ]  |
| 2019 | „Przyjemniaczki”                                         | - ZPAV: złota płyta         | Pegaz              | [ 39 ]  |
| 2019 | „Pegaz”                                                  |                             | Pegaz              | [ 40 ]  |
| 2019 | „Mr. Gino” (gośc. Paris Platynov, Kaz Bałagane)          | - ZPAV: platynowa płyta     | Pegaz              | [ 41 ]  |
| 2019 | „Banger King”                                            | - ZPAV: złota płyta         | Pegaz              | [ 42 ]  |
| 2019 | „Jacuzzi na 42” (gośc. Bonus RPK)                        | - ZPAV: złota płyta         | Pegaz              | [ 43 ]  |
| 2019 | „Artysta z blizną” (gośc. Szpaku, Jano PW)               | - ZPAV: platynowa płyta     | Pegaz              | [ 44 ]  |
| 2019 | „Taki zwyczaj” (gośc. Wac Toja)                          | - ZPAV: złota płyta         | Pegaz              | [ 45 ]  |
| 2019 | „Życie jest piękne” (gośc. Tymek)                        | - ZPAV: 2× platynowa płyta  | Pegaz              | [ 46 ]  |
| 2019 | „Nam się udało” (gośc. Joda)                             | - ZPAV: złota płyta         | Złoto i biel       | [ 47 ]  |
| 2019 | „Niebieski Bentley” (gośc. Taco Hemingway)               | - ZPAV: platynowa płyta     | Złoto i biel       | [ 48 ]  |
| 2019 | „Toskania” (gośc. Qry, Claysteer)                        | - ZPAV: 2× platynowa płyta  | Złoto i biel       | [ 49 ]  |
| 2019 | „Korytarze”                                              |                             | Złoto i biel       | [ 50 ]  |
| 2019 | „FCHUY”                                                  |                             | Złoto i biel       | [ 51 ]  |
| 2019 | „Paulo Notoelo” (gośc. Sapi The King)                    |                             | Złoto i biel       | [ 52 ]  |
| 2019 | „Lambo” (oraz ZetHa)                                     | - ZPAV: złota płyta         | singel niealbumowy | [ 53 ]  |
| 2019 | „Miasto 24H”                                             | - ZPAV: 2× platynowa płyta  | Złoto i biel       | [ 54 ]  |
| 2019 | „Rajaner” (gośc. Tymek, Mr. Polska)                      | - ZPAV: złota płyta         | Złoto i biel       | [ 55 ]  |
| 2020 | „Tryb komfort” (gośc. Major SPZ)                         | - ZPAV: platynowa płyta     | Złoto i biel       | [ 56 ]  |
| 2020 | „Art”                                                    | - ZPAV: 2× platynowa płyta  | Posejdon           | [ 57 ]  |
| 2020 | „Lucky Punch” (gośc. Wac Toja)                           | - ZPAV: 4× platynowa płyta  | Posejdon           | [ 58 ]  |
| 2020 | „Driftem” (gośc. Young Igi)                              | - ZPAV: 2× platynowa płyta  | Posejdon           | [ 59 ]  |
| 2020 | „Espresso”                                               | - ZPAV: platynowa płyta     | Posejdon           | [ 60 ]  |
| 2020 | „Sportplus” (oraz Jongmen, Bonus RPK)                    | - ZPAV: złota płyta         | Heavyweight        | [ 61 ]  |
| 2020 | „Wszystko Si” (oraz Jongmen, Bonus RPK; gośc. Kabe)      | - ZPAV: złota płyta         | Heavyweight        | [ 62 ]  |
| 2020 | „PS” (gośc. Tymek)                                       | - ZPAV: złota płyta         | Posejdon           | [ 63 ]  |
| 2020 | „Tsunami” (gośc. Szpaku)                                 | - ZPAV: platynowa płyta     | Posejdon           | [ 64 ]  |
| 2020 | „Futro” (gośc. Kabe)                                     | - ZPAV: platynowa płyta     | Posejdon           | [ 65 ]  |
| 2020 | „No Limit” (oraz Jongmen, Bonus RPK)                     | - ZPAV: złota płyta         | Heavyweight        | [ 66 ]  |
| 2020 | „Gra o tron” (gośc. Żabson)                              | - ZPAV: złota płyta         | Posejdon           | [ 67 ]  |
| 2020 | „Akwen”                                                  | - ZPAV: złota płyta         | singel niealbumowy | [ 68 ]  |
| 2020 | „Fitness” (gośc. Trill Pem)                              | - ZPAV: 3× platynowa płyta  | Posejdon           | [ 69 ]  |
| 2021 | „Ghetto Trap” (gośc. Jaill)                              | - ZPAV: złota płyta         | Posejdon           | [ 70 ]  |
| 2021 | „Nasze lato” (gośc. Wac Toja)                            | - ZPAV: 3× platynowa płyta  | Jeszcze pięć minut | [ 71 ]  |
| 2021 | „Disney”                                                 | - ZPAV: 3× diamentowa płyta | Jeszcze pięć minut | [ 72 ]  |
| 2021 | „Król balu”                                              | - ZPAV: 3× platynowa płyta  | Jeszcze pięć minut | [ 19 ]  |
| 2021 | „Pogo” (gośc. Oki)                                       | - ZPAV: 2× platynowa płyta  | Jeszcze pięć minut | [ 73 ]  |
| 2021 | „OXA” (gośc. Pusher)                                     | - ZPAV: 2× platynowa płyta  | Jeszcze pięć minut | [ 74 ]  |
| 2021 | „MTS”                                                    | - ZPAV: platynowa płyta     | Jeszcze pięć minut | [ 75 ]  |
| 2021 | „Mam do tego nosa” (gośc. Berson)                        | - ZPAV: złota płyta         | Jeszcze pięć minut | [ 76 ]  |
| 2021 | „Dobrze”                                                 | - ZPAV: złota płyta         | Jeszcze pięć minut | [ 77 ]  |
| 2021 | „Aladin” (gośc. Kabe)                                    | - ZPAV: złota płyta         | Jeszcze pięć minut | [ 79 ]  |
| 2021 | „Zdrowie” (gośc. Janusz Walczuk)                         | - ZPAV: platynowa płyta     | Jeszcze pięć minut | [ 80 ]  |
| 2021 | „Forma”                                                  | - ZPAV: 2× platynowa płyta  | Jeszcze pięć minut | [ 81 ]  |
| 2021 | „Jeszcze pięć minut” (gośc. Lubin)                       | - ZPAV: 2× platynowa płyta  | Jeszcze pięć minut | [ 82 ]  |
| 2022 | „Lot” (gośc. Wac Toja)                                   | - ZPAV: 3× platynowa płyta  | Ostatni taniec     | [ 83 ]  |
| 2022 | „Huragan”                                                | - ZPAV: platynowa płyta     | Ostatni taniec     | [ 84 ]  |
| 2022 | „Jetlag” (gośc. Masny Ben)                               | - ZPAV: platynowa płyta     | Ostatni taniec     | [ 86 ]  |
| 2022 | „Myto”                                                   | - ZPAV: platynowa płyta     | Ostatni taniec     | [ 87 ]  |
| 2022 | „Kuchnia polska” (gośc. Polski Bandyta)                  | - ZPAV: złota płyta         | Ostatni taniec     | [ 88 ]  |
| 2022 | „Fiu fiu” (gośc. ReTo)                                   | - ZPAV: platynowa płyta     | singel niealbumowy | [ 89 ]  |
| 2022 | „Discopolo”                                              | - ZPAV: 2× platynowa płyta  | Patocelebryta      | [ 90 ]  |
| 2023 | „Milord” (gośc. Polski Bandyta)                          | - ZPAV: złota płyta         | Patocelebryta      | [ 91 ]  |
| 2023 | „Patocelebryta”                                          | - ZPAV: platynowa płyta     | Patocelebryta      | [ 92 ]  |
| 2023 | „Taxi” (gośc. Bletka)                                    | - ZPAV: 3× diamentowa płyta | Patocelebryta      | [ 93 ]  |
| 2023 | „Avatar” (gośc. Janusz Walczuk)                          | - ZPAV: złota płyta         | Patocelebryta      | [ 94 ]  |
| 2023 | „Colosseum” (gośc. Kabe, ReTo, Gruby Mielzky, Borixon)   | - ZPAV: 2× platynowa płyta  | singel niealbumowy | [ 95 ]  |
| 2023 | „Papito” (oraz Smolasty)                                 | - ZPAV: 3× platynowa płyta  | singel niealbumowy | [ 96 ]  |
| 2023 | „HAJ” (gośc. Kukon)                                      | - ZPAV: złota płyta         | Patocelebryta      | [ 97 ]  |
| 2023 | „Przeznaczenie”                                          | - ZPAV: złota płyta         | Patocelebryta      | [ 98 ]  |
| 2024 | „Ultra”                                                  | - ZPAV: złota płyta         | singel niealbumowy | [ 99 ]  |
| 2024 | „Hero” (gośc. Bletka)                                    | - ZPAV: diamentowa płyta    | Patopop (Vol. 1)   | [ 100 ] |
| 2024 | „Co ty mi dasz ale to DRILL” (oraz M.I.G, Młody Klakson) | - ZPAV: 2× platynowa płyta  | singel niealbumowy | [ 101 ] |
| 2024 | „Boomboo” (oraz Bletka)                                  | - ZPAV: złota płyta         | Patopop (Vol. 1)   | [ 102 ] |
| 2024 | „100 BPM” (oraz Bletka)                                  | - ZPAV: 4× platynowa płyta  | Patopop (Vol. 1)   | [ 103 ] |
| 2024 | „Pomaluj mój świat” (oraz Bletka)                        | - ZPAV: platynowa płyta     | Patopop (Vol. 2)   | [ 104 ] |
| 2024 | „Konfetti” (oraz Bletka)                                 | - ZPAV: złota płyta         | Patopop (Vol. 2)   | [ 105 ] |
| 2024 | „Dolce vita” (oraz Bletka; gośc. Szpaku)                 | - ZPAV: 2× platynowa płyta  | Patopop (Vol. 2)   | [ 106 ] |
| 2025 | „Kierownik”                                              | - ZPAV: złota płyta         |                    | [ 107 ] |

Występy gościnne
| Rok  | Tytuł                                                               | Certyfikat                 | Album              | Źródło  |
| ---- | ------------------------------------------------------------------- | -------------------------- | ------------------ | ------- |
| 2018 | „Aktualizuje dane” – Bonus RPK (gośc. Gedz, Kizo)                   |                            | Technik pasjonat   | [ 108 ] |
| 2018 | „Opowieści z krypty” – Bonus RPK (gośc. Quebonafide, Borixon, Kizo) | - ZPAV: złota płyta        | Technik pasjonat   | [ 109 ] |
| 2019 | „Inny gatunek” – Young Igi (gośc. Kizo)                             | - ZPAV: złota płyta        | Skan myśli         | [ 110 ] |
| 2019 | „Chili hot” – Wac Toja oraz Matheo (gośc. Kizo)                     | - ZPAV: platynowa płyta    | Ostry sos          | [ 111 ] |
| 2019 | „Pełnia” – Wac Toja (gośc. Kizo)                                    |                            | Turboboost         | [ 112 ] |
| 2019 | „Skiety&Klapki remix” – Kabe (gośc. Kizo)                           | - ZPAV: platynowa płyta    | Albinos EP         | [ 114 ] |
| 2019 | „Hit tego lata” – Major SPZ oraz Matheo (gośc. Kizo)                |                            | Nitro              | [ 115 ] |
| 2019 | „Ruletka” – Kukon (gośc. Kizo)                                      |                            | Agresja & depresja | [ 116 ] |
| 2019 | „Safari” – Lanek (gośc. Żabson, Smolasty, Kizo)                     | - ZPAV: platynowa płyta    | singel niealbumowy | [ 117 ] |
| 2019 | „La Vida Loca” – Jongmen (gośc. Bonus RPK, Kizo)                    |                            | Shotgun            | [ 118 ] |
| 2019 | „Blockbuster” – Aero (gośc. Kobik, Kizo, Frosti Rege, Gedz)         |                            | Blockbuster        | [ 119 ] |
| 2020 | „Czarny dress” – Mr. Polska (gośc. Kabe, Kizo)                      | - ZPAV: platynowa płyta    | Bajki na dobranoc  | [ 120 ] |
| 2020 | „94” – Tymek (gośc. Kizo, Szpaku)                                   | - ZPAV: złota płyta        | FIT                | [ 121 ] |
| 2020 | „Diamentowe serca” – Tymek (gośc. Kizo, Stamir)                     | - ZPAV: złota płyta        | FIT                |         |
| 2020 | „Roadster” – Margaret (gośc. Kizo)                                  | - ZPAV: złota płyta        | Maggie Vision      | [ 122 ] |
| 2020 | „Papi Papi” – Deemz (gośc. Beteo, Kizo, Kabe)                       | - ZPAV: platynowa płyta    |                    | [ 123 ] |
| 2021 | „Cartier” – Smolasty (gośc. Kizo)                                   | - ZPAV: złota płyta        | Ghetto Playboy     |         |
| 2021 | „Molo” – Favst (gośc. Kizo, Kbleax oraz Mr. Polska)                 | - ZPAV: złota płyta        | singel niealbumowy |         |
| 2021 | „Tailwind” – Floral Bugs (gośc. Kizo)                               |                            | Moja sztuka        |         |
| 2021 | „Puerto Bounce” – Żabson (gośc. Kizo, ZetHa)                        | - ZPAV: 3× platynowa płyta | singel niealbumowy | [ 124 ] |
| 2021 | „Kortyzol” – Onar (gośc. Kizo oraz Kabe)                            | - ZPAV: złota płyta        | Achtung            | [ 125 ] |
| 2021 | „Butla” – Wac Toja (gośc. Kizo)                                     |                            | Cały lokal skacze  | [ 126 ] |
| 2021 | „Cake” – Dziarma (gośc. Kizo)                                       | - ZPAV: złota płyta        | Dziarma            | [ 127 ] |
| 2023 | „Felga” – ReTo (gośc. Kizo)                                         | - ZPAV: złota płyta        | STYXXX             | [ 128 ] |
| 2024 | „Lecę bo chcę” – Deemz (gośc. bambi, Kizo, Young Leosia, Waima)     | - ZPAV: 3× platynowa płyta |                    | [ 129 ] |
| 2024 | „Hey Mercedes” – Louis Villain (gośc. Kizo)                         | - ZPAV: złota płyta        | In Blanco          | [ 130 ] |

## Teledyski
| Rok       | Tytuł                                                               | Reżyseria / realizacja     | Album              | Źródło  |
| --------- | ------------------------------------------------------------------- | -------------------------- | ------------------ | ------- |
| 2017      | „Salon” (gośc. Szpaku)                                              | Recidivist Films           | Ortalion           | [ 28 ]  |
| 2018      | „Moonlight” (gośc. Malik Montana)                                   | Marathon Films             | Ortalion           | [ 29 ]  |
| 2018      | „Należy się nam”                                                    | Recidivist Films           | Ortalion           | [ 30 ]  |
| 2018      | „Nie ma tu łez”                                                     | Recidivist Films           | Czempion           | [ 35 ]  |
| 2018      | „Tańczę”                                                            | Recidivist Films           | Czempion           | [ 36 ]  |
| 2019      | „Cichociemni” (gośc. ReTo, Borixon)                                 | BREV/K.O Imperial          | Czempion           | [ 131 ] |
| 2019      | „Lambo” (oraz ZetHa)                                                | RECPRO                     |                    | [ 132 ] |
| 2019      | „FCHUY”                                                             | Marathon                   | Złoto i biel       | [ 51 ]  |
| 2019      | „Paulo Notoelo” (gośc. Sapi The King)                               | Moher                      | Złoto i biel       | [ 133 ] |
| 2019      | „Korytarze”                                                         | Moher                      | Złoto i biel       | [ 134 ] |
| 2019      | „Aperol”                                                            | Moher                      | Pegaz              | [ 135 ] |
| 2019      | „Życie jest piękne” (gośc. Tymek)                                   | Moher                      | Pegaz              | [ 136 ] |
| 2019      | „Taki zwyczaj” (gośc. Wac Toja)                                     | Ninja Video                | Pegaz              | [ 45 ]  |
| 2019      | „Artysta z blizną” (gośc. Szpaku, Jano PW)                          | Pan Filmowiec              | Pegaz              | [ 44 ]  |
| 2019      | „Jacuzzi na 42” (gośc. Bonus RPK)                                   | BREV/K.O Imperial          | Pegaz              | [ 137 ] |
| 2019      | „Pegaz”                                                             | BREV/K.O Imperial          | Pegaz              | [ 40 ]  |
| 2020      | „Art”                                                               | Hype Vision                | Posejdon           | [ 57 ]  |
| 2020      | „Lucky punch” (gośc. Wac Toja)                                      | Hype Vision                | Posejdon           | [ 58 ]  |
| 2020      | „Driftem” (gośc. Young Igi)                                         | Hype Vision                | Posejdon           | [ 59 ]  |
| 2020      | „Espresso”                                                          | Hype Vision                | Posejdon           | [ 60 ]  |
| 2020      | „PS” (gośc. Tymek)                                                  | Hype Vision                | Posejdon           | [ 63 ]  |
| 2020      | „Tsunami” (gośc. Szpaku)                                            | Hype Vision                | Posejdon           | [ 64 ]  |
| 2020      | „Futro” (gośc. Kabe)                                                | Hype Vision                | Posejdon           | [ 65 ]  |
| 2020      | „Posejdon”                                                          | Hype Vision                | Posejdon           | [ 17 ]  |
| 2020      | „Gra o tron” (gośc. Żabson)                                         | Marathon Films             | Posejdon           | [ 138 ] |
| 2020      | „Akwen”                                                             | Kamil Stanek / Hype Vision | Posejdon           | [ 139 ] |
| 2020      | „Fitness” (gośc. Trill Prem)                                        | Moher                      | Posejdon           | [ 140 ] |
| 2021      | „Ghetto Trap” (gośc. Jaill)                                         | Hype Vision                | Posejdon           | [ 141 ] |
| 2021      | „Nasze lato” (gośc. Wac Toja)                                       | Hype Vision                | Jeszcze pięć minut | [ 142 ] |
| 2021      | „Pogo” (gośc. Oki)                                                  | Hype Vision                | Jeszcze pięć minut | [ 73 ]  |
| 2021      | „Jeszcze pięć minut” (gośc. Lubin)                                  | Flying Digital Content     | Jeszcze pięć minut | [ 143 ] |
| 2022      | „Lot” (gośc. Wac Toja)                                              | Flying Digital Content     | Ostatni taniec     | [ 83 ]  |
| 2022      | „Huragan”                                                           | Hype Vision                | Ostatni taniec     | [ 84 ]  |
| 2022      | „Jetlag” (gośc. Masny Ben)                                          | Flying Digital Content     | Ostatni taniec     | [ 86 ]  |
| 2022      | „Myto”                                                              | Moher                      | Ostatni taniec     | [ 144 ] |
| 2022      | „Kuchnia Polska” (gośc. Polski Bandyta)                             | Hype Vision                | Ostatni taniec     | [ 145 ] |
| 2022      | „Kizo Mood” (gośc. Oki)                                             | Hype Vision                | Ostatni taniec     | [ 146 ] |
| 2025      | „Kierownik”                                                         | moher.video                |                    | [ 147 ] |
| Gościnnie |                                                                     |                            |                    |         |
| 2018      | „Aktualizuje dane” – Bonus RPK (gośc. Gedz, Kizo)                   | Digital Damage             | Technik pasjonat   | [ 108 ] |
| 2018      | „Opowieści z krypty” – Bonus RPK (gośc. Quebonafide, Borixon, Kizo) | Digital Damage             | Technik pasjonat   | [ 109 ] |
| 2019      | „Inny gatunek” – Young Igi (gośc. Kizo)                             | Tim Vollenhaus             | Skan myśli         | [ 148 ] |
| 2019      | „Chili hot” – Wac Toja (oraz Matheo, gośc. Kizo)                    | Marathon Films             | Ostry sos          | [ 111 ] |
| 2019      | „Pełnia” – Wac Toja (gośc. Kizo)                                    | Ninja Video                | TURBOBOOST         | [ 112 ] |
| 2019      | „Skiety&Klapki remix” – Kabe (gośc. Kizo)                           | mpestka.com                | Albinos EP         | [ 114 ] |
| 2019      | „Wolna wola” – Jano Polska Wersja (gośc. ReTo, Kizo)                | Maciej Lipiński            | Inna wizja         | [ 149 ] |
| 2019      | „Hit tego lata” – Major SPZ (oraz Matheo, gośc. Kizo)               | Filop Wiadomo Films        | Nitro              | [ 150 ] |
| 2019      | „Ruletka” – Kukon (gośc. Kizo)                                      | Moher                      | Agresja & Depresja | [ 116 ] |
| 2019      | „Safari” – Lanek (gośc. Żabson, Smolasty, Kizo)                     | H D S C V M                |                    | [ 117 ] |
| 2019      | „La Vida Loca” – Jongmen (gośc. Bonus RPK, Kizo)                    |                            | Shotgun            | [ 118 ] |
| 2019      | „Blockbuster” – Aero (gośc. Kobik, Kizo, Frosti Rege, Gedz)         | BREV/K.O Imperial          | Blockbuster        | [ 119 ] |
| 2024      | „Hey Mercedes” – Louis Villain (gośc. Kizo)                         | Dominik Cebula             | In Blanco          | [ 151 ] |

## Produkty
W marcu 2022 wprowadził swoje markowe, kokosowe batony „Kizzers”, wraz przy współpracy z firmą SFD. Premiera tego produktu odbyła się 31 marca w sieci sklepów Biedronka.
Dwa miesiące później, na facebookowej grupie HSPL – FOOD pojawiły się zdjęcia mrożonej, serowej pizzy – Big Cheese z wizerunkiem rapera oraz napisu Pizza od Kizo na okładce produktu o nazwie „Sukcesiliana”. Po kilku dniach został zaprezentowany drugi wariant Sukcesiliany, jednak tym razem mięsnej – Extra Meat BBQ. 25 maja 2022 oba produkty pojawiły się w sieci sklepów Żabka w całej Polsce.
8 sierpnia 2022 ogłosił Smaczną Kawusie od SFD, mrożoną kawę o smaku karmelu, której premiera miała miejsce 18 sierpnia w sieci sklepów Biedronka. Tego samego dnia Kizo wstawił krótki filmik na swój kanał Youtube, promujący nowy wariant batonów Kizzers o smaku arachidowym. Premiera produktu odbyła się tydzień później (25 sierpnia).
Kolejnym produktem, który wprowadził Kizo w tym samym roku został Kizzers Krem o smaku kokosowo-nugatowy z dodatkiem wafelków. 29 września 2022 produkt trafił na półki sieci sklepów Biedronka.

## Walki freak show fight

### Mieszane sztuki walki
22 czerwca 2019 zadebiutował w mieszanych sztukach walki podczas gali Fame 4 w Częstochowie. Jego rywalem był Marcin „Mielonidas” Makowski. Kizo przegrał pojedynek przez techniczny nokaut w trzeciej rundzie.

### Boks
6 marca 2021 w walce wieczoru na gali Fame 9 zmierzył się z innym raperem Gabrielem „Arabem” Al-Sulwim. Pojedynek odbył się w boksie, jednak Kizo musiał uznać ponownie wyższość rywala. Pierwotnym przeciwnikiem Wozińskiego miał być inny raper, Paweł „Popek Monster” Mikołajuw.